# Andensäbelschnäbler

Verbreitungsgebiet des Andensäbelschnäbler

Der Andensäbelschnäbler (Recurvirostra andina) ist eine Vogelart aus der Familie der Regenpfeiferartigen (Charadriiformes).
Der Vogel kommt in den Anden vom Süden Perus (Junín) über Bolivien, Norden Chiles (Región de Atacama) bis Nordwesten Argentiniens (Provinz Catamarca) vor.
Der Lebensraum umfasst Salzwasserseen in den Hochlagen meist oberhalb von 3100 bis 4600 m, in Chile bis 2500 m, sehr selten in Küstenregionen außerhalb der Brutzeit.
Der Artzusatz bezieht sich auf die Anden.

## Merkmale
Die Art ist 43–48 cm groß und wiegt 315–410 g, ein kompakter, schwerer Säbelschnäbler mit ganz weißem Kopf und kräftig aufwärts gebogenem Schnabel, vergleichsweise kurze Beine, erinnert vom Gefieder an einen Stelzenläufer (Himantopus himantopus), hat aber den typischen gebogenen Schnabel. Als einziger Säbelschnäbler hat die Art eine orangefarbene Iris und einen gelben Augenring. Kopf, Nacken, Rücken, Bürzel und die Unterseite sind weiß, letztere oft etwas rostbraun eingefärbt. Die übrige Oberseite ist dunkelbraun, der Schnabel schwarz, die Beine sind blaugrau.
Die Geschlechter unterscheiden sich nicht. Jungvögel haben unauffällige rostfarbene Federränder an der Oberseite.

## Geografische Variation
Die Art ist monotypisch.

## Stimme
Die Lautäußerungen werden als schilfartiges Jaulen und leises Grunzen beschrieben und als zweisilbiges „kluut-kluut“ oder fließenderes, ansteigendes und nasales „kwip...kwip...kwip...“.

## Lebensweise
Die Art ist hauptsächlich ein Standvogel, zieht eventuell zwischen April und Juli in tiefere Höhenlagen, nur äußerst selten ins Tiefland oder Richtung Küste.
Die Nahrung besteht aus schwimmenden Wirbellosen, die durch das arttypische Säbeln ertastet werden. Die Nahrungsaufnahme erfolgt häufig zusammen mit dem Chileflamingo (Phoenicopterus chilensis).
Die Brutzeit liegt in den Sommermonaten, abhängig von der Regenzeit. Eventuell kommt es zu zwei Bruten pro Jahr so wie beim im gleichen Verbreitungsgebiet vorkommenden Schwarznacken-Stelzenläufer (Himantopus mexicanus).
Das Nest besteht Pflanzenmaterial und ist außen etwa 20, innen etwa 12 cm groß. Das Gelege besteht aus (3–)4 blass braunen Eiern mit schwärzlichen und purpurfarbenen Flecken. Die Küken sind grau-weiß auf der Oberseite dunkel gefleckt, auf der Unterseite weiß.

## Gefährdungssituation
Der Bestand gilt als „nicht gefährdet“ (Least Concern).